# 糙叶树属
糙叶树属（学名：Aphananthe）是大麻科下的一个属，为乔木或灌木植物。该属共有8种，分布于东亚和澳大利亚。